# ベロヤルスク原子力発電所
ベロヤルスク原子力発電所(ロシア語: Белоярская атомная электростанция им. И. В. Курчатова)はロシアの原子力発電所。ソビエト連邦が2番目に建設した原子力発電所でスヴェルドロフスク州のザレーチヌイに存在する。ザレーチヌイは原子炉城下町として作られ、エカテリンブルクから近い。ベロヤルスク地域にちなんで名づけられている。

## 概要
ベロヤルスク原発はロシアで最初に運用された発電可能な黒鉛減速炉の発電所だった。現在は高速増殖炉BN-600とBN-800が運用されており、合計で1,464MWeを発電している。BN-800は現在運用されている世界最大規模の高速中性子炉である。BN-600の炉心は高さ1.03m、直径2.05mほどの大きさで、3台のタービンが原子炉につながっている。369本の燃料集合体をもち、それぞれU235を17-26%含む127本の燃料棒からできている。比較として、ロシアの一般な原子炉ではU235の濃縮は3-4%の範囲にある。BN-600炉は液体ナトリウムを冷却材に利用している。多くのロシアの原子力発電所と同じく、格納容器が存在しない。
AMB-100とAMB-200の2台の初期の原子炉はベロヤルスクに建設されたが、既に運転は停止され、2014年5月13日から解体作業が開始された。
大型のBN-800型の高速増殖炉は1987年に建設が始まった。抗議活動によって1988年に進行は停止したが、1992年にボリス・エリツィンの命令で再開した。財政難によって計画の進行は遅れた。建設費は1兆ルーブルと見積もられ、新型炉は乏しい予算の中でも建設が進められた結果、2014年6月27日に初臨界、2015年12月10日に送電網への同期を達成し、2016年11月1日から商業運転に移行した。
BN-600はもともと2010年の廃炉が予定されていたが、新型炉の稼働までの電力需給ギャップを埋めるために2025年まで運転が延長される計画である。
2013年2月15日には、すぐ近くで隕石が落下したが、この災害による影響は無かった。

## 事故
ベロヤルスク原発では現在停止した2基の原子炉に2つの重大事故が発生している。
1977年にはAMB-200炉で燃料棒の半分が溶融する事故が発生した。運転員は強烈な放射線にさらされ、修理作業に1年以上かかった。1978年12月には再び火災が発生し、このとき屋根の一部がタービンのオイルタンク上に崩落している。火災によってケーブルが切断され、原子炉は制御不能になった。炉心の冷温停止のため行動した8人が高線量で被曝した。
その他、BN-600では冷却系統からの液体金属の漏洩が起きている。1992年12月には原子炉で放射能汚染水の漏洩があり、1993年10月には発電所内空調システムでの放射能濃度の増加が検知された。このため翌月には原子炉を停止させている。1994年1月と5月には火災が発生しており、1995年7月には再び冷却系統から液体金属が漏洩し、2週間に渡って運転が停止された。
これらの事故から発電所周辺の放射能汚染についての関心が高まっており、近年の放射線モニタリングの取り組みによって幾つかのホットスポットが発見されている。

## 原子炉
以下のような原子炉が存在する。
| 原子炉 | 形式    | 出力 (MW) | 建設開始              | 初臨界         | 送電網同期     | 商業運転開始  | 停止         |
| ------ | ------- | --------- | --------------------- | -------------- | -------------- | ------------- | ------------ |
| 1号機  | AMB-100 | 108       | 1958年6月1日          | 1963年9月1日   | 1964年4月26日  | 1964年4月26日 | 1983年1月1日 |
| 2号機  | AMB-200 | 160       | 1962年1月1日          | 1967年10月10日 | 1967年12月29日 | 1969年12月1日 | 1990年1月1日 |
| 3号機  | BN-600  | 600       | 1969年1月1日          | 1980年2月26日  | 1980年4月8日   | 1981年11月1日 | -            |
| 4号機  | BN-800  | 864       | 2006年7月18日（再開） | 2014年6月27日  | 2015年12月10日 | 2016年11月1日 | -            |
| 5号機  | BN-1200 | 1220      | 2025年頃              | -              | -              | -             | -            |

- 1号機と2号機
- BN-800の建設現場
- BN-600の切断模型

## 関連リンク
- Second breeder reactor to be built at Beloyarsk NPP
- 5th reactor to be built at Beloyarsk NPP